# ستيفن هورسفورد
ستيفن أليكسزاندر هورسفورد (مولود في 29 أبريل 1973) هو سياسي ورجل أعمال أمريكي يشغل منصب النائب الأمريكي عن الدائرة الرابعة في ولاية نيفادا منذ عام 2019، حيث شغل هذا المنصب سابقًا من عام 2013 إلى عام 2015. عمِل عضوًا في الحزب الديمقراطي بمجلس نيفادا، عمل في مجلس نيفادا، حيث كان يمثل الدائرة الرابعة في مقاطعة كلارك من عام 2005 إلى عام 2013. كان هورسفورد أول أمريكي أفريقي يشغل منصب زعيم الأغلبية (2009–2013) وأول أمريكي أفريقي يمثل ولاية نيفادا في الكونغرس. خسر أمام المرشح الجمهوري كريسنت هاردي في عام 2014.
بعد تلك الانتخابات، انضم هورسفورد إلى شركة استشارات أعمال وتسويق دولية مقرها لاس فيغاس، حيث عمل قبل بداية مسيرته السياسية. في يناير 2018، أعلن أنه سيترشح للمقعد الشاغر الذي تركه الديمقراطي روبن كيهوين في انتخابات منتصف الولاية. في نوفمبر 2018، فاز على النائب السابق كريسنت هاردي في إعادة لمنافساتهما في انتخابات عام 2014.

## النشأة والتعليم

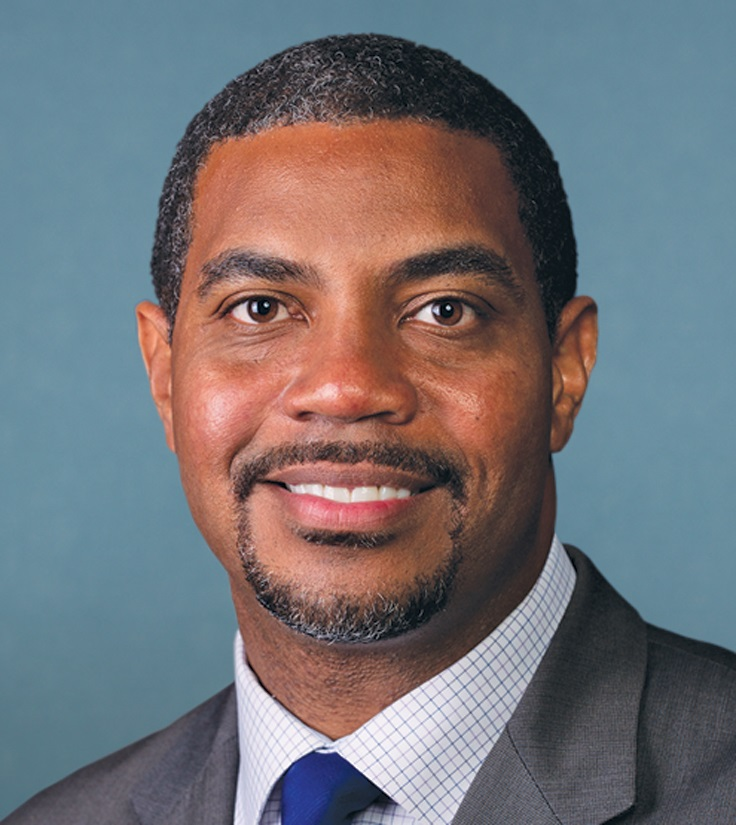
هورسفورد خلال المؤتمر الـ113

ولد هورسفورد ونشأ في لاس فيغاس، نيفادا. ذهبت والدته، باميلا هورسفورد، إلى الولايات المتحدة من ترينيداد في سن المراهقة وأنجبته عندما كانت في سن السابعة عشرة. وأثناء دراسته في مدرسة إد دبليو كلارك الثانوية في لاس فيغاس، عمل هورسفورد في بيتزا هت وفي عيادة لأطباء البيطرة، حيث كان يقوم بتنظيف الأقفاص بعد ساعات العمل.
عندما كان هورسفورد في ال19 من عمره، قُتل والده، غاري شيلتون. يقول تقرير واحد إن شيلتون "أُطلق النار عليه وقتل في العمل من قبل رجل حاول سرقة المتجر" في نورث لاس فيغاس حيث كان يعمل كطاهٍ، بينما يقول تقرير آخر إنه "قتل في حادث متعلق بالمخدرات". بعد وفاة والده، عاد هورسفورد مؤقتًا إلى منزله من جامعة نيفادا، رينو، حيث كان يدرس العلوم السياسية والاتصالات. عاد إلى الكلية في العام التالي. حصل هورسفورد على درجة من جامعة نيفادا، رينو، في عام 2014.

## حياته المهنية
كان هورسفورد الرئيس التنفيذي لأكاديمية تدريب الطهي، وهي برنامج تدريب وظيفي. كما خدم في مجلس الاستثمار في القوى العاملة في جنوب نيفادا. في عام 1996، بدأ العمل في شركة R&R Partners في لاس فيغاس.

## مجلس الشيوخ في نيفادا

### الانتخابات
في عام 2004، قرر عضو مجلس الشيوخ الديمقراطي جو نيل، من الدائرة الرابعة لمجلس الشيوخ في مقاطعة كلارك، التقاعد للترشح لمقعد في لجنة مقاطعة كلارك. خاض هورفورد الانتخابات وفاز على الجمهوري مابيل فلورنس لوسير بنسبة 72% مقابل 28%. أصبح هورفورد رابع أمريكي من أصل أفريقي يخدم كعضو في مجلس الشيوخ في ولاية نيفادا منذ أن انعقد المجلس التشريعي لأول مرة في عام 1864. في عام 2008، أعيد انتخابه لفترة ثانية بنسبة 74% من الأصوات.

### مدة العمل
عمل هورفورد في ست جلسات خاصة وأربع جلسات منتظمة في الهيئة التشريعية لولاية نيفادا. في فبراير 2009، أصبح زعيم الأغلبية في مجلس الشيوخ بولاية نيفادا.
في أغسطس 2011، عيّنَ هورفورد السيناتور مو دينيس لقيادة جهود الانتخابات للجماعة في دورة الانتخابات لعام 2012.
في نوفمبر 2009، التقًطت محطة تلفزيونية في لاس فيغاس هورفورد وهو يوقف سيارته الرياضية ذات اللوحة الشخصية "State Senator 17" في مكان مخصص لذوي الاحتياجات الخاصة في حديقة لمدة ست ساعات. لاحظت والدة طفل معاق السيارة. اعتذر هورفورد قائلاً: "لم يكن هناك عذر. لم يجب أن يحدث ذلك أبدًا." وقال إنه تبرع لجمعية غير ربحية بالمبلغ الذي كان سيغرَّمه لو قَبضَت عليه قبل قوات الأمن.
في صيف 2010، أَرسل هورفورد خطابًا لجمع التبرعات من لجنة العمل السياسي الخاصة به، يطلب فيه التبرعات مقابل وجبات خاصة أو استقبال للقاء مع قادة التشريعات الديمقراطيين ورؤساء لجان مجلس الشيوخ. بعد انتقادات بأن الخطاب يعد "دفعًا للعب"، اعتذر وتوقف عن برنامج جمع التبرعات.
في عام 2011، قامت شركة بوكرستارز للويب بوكر بعرض رحلة لهورفورد إلى جزر الباهاما قبل تقديم تشريع يفيد صناعة الألعاب عبر الإنترنت. قال هورفورد: "كان ذلك منتجًا. قدموا عرضًا جيدًا". تلقى هورفورد 37,500 دولار في تبرعات الحملة من بوكرستارز. أبلغت لجنة العمل السياسي لبوكرستارز عن تقديم تبرعات إلى 48 مشرعًا في نيفادا في عام 2010. هورفورد وبعض المشرعين الآخرين أعادوا التبرعات لاحقًا.

### مهام اللجان
في آخر جلسة له في مجلس شيوخ نيفادا، خدم كرئيس للجنة المالية في مجلس الشيوخ وعضوًا في لجنة الإيرادات ولجنة العمليات التشريعية والانتخابات بمجلس الشيوخ.